# Iso-Pölkkyjärvi
Iso-Pölkkyjärvi eller Pölkkyjärvi är en sjö i Finland. Den ligger i kommunen Posio i landskapet Lappland, i den norra delen av landet, 700 km norr om huvudstaden Helsingfors. Iso-Pölkkyjärvi ligger 289,5 meter över havet. Arean är 79,2 hektar och strandlinjen är 11 kilometer lång. Sjön  ingår i Kemi älvs huvudavrinningsområde. 